# Résolution 1845 du Conseil de sécurité des Nations unies
Membres permanents
- Chine
- États-Unis
- France
- Royaume-Uni
- Russie

Membres non permanents
- Afrique du Sud
- Burkina Faso
- Belgique
- Costa Rica
- Croatie
- Indonésie
- Italie
- Libye
- Panama
- Viet Nam

Résolution no 1844 Résolution no 1846
La résolution du Conseil de sécurité des Nations Unies 1845 a été adoptée le 20 novembre 2008, concernait l'application des accords de paix en Bosnie-Herzégovine.

## Résolution
Adoptant à l'unanimité la résolution 1845 (2008) et agissant en vertu du Chapitre VII de la Charte des Nations unies, le Conseil de sécurité a autorisé le maintien d'un quartier général de l'Organisation du Traité de l'Atlantique Nord (OTAN), qui dirigeait la force multinationale de stabilisation (SFOR). La SFOR a transmis la responsabilité de maintien de la paix à l'EUFOR, la Force de l'Union européenne, en 2004, et le Conseil a reconnu le droit des deux organisations à prendre toutes les mesures nécessaires pour se défendre contre les attaques ou les menaces.
Le Conseil a réitéré que la responsabilité première de la poursuite de la mise en œuvre de l'accord de paix incombait aux autorités bosniennes. La résolution indique que le respect par ces dernières autorités – en particulier leur pleine coopération avec le Tribunal international pour l'ex-Yougoslavie – déterminerait la volonté continue de la communauté internationale et des principaux donateurs d'apporter leur soutien à la Bosnie-Herzégovine.
Le Conseil a également souligné son plein soutien au Haut Représentant international en Bosnie-Herzégovine dans le suivi de la mise en œuvre de l'Accord de paix et a rappelé qu'il est l'autorité finale sur place en ce qui concerne l'interprétation et la mise en œuvre civile de cet l'Accord.